# Barton–Nackman-trükk
A Barton–Nackman-trükk egy John Barton és Lee Nackman által bevezetett programnyelvi minta. Szerzői korlátozott sablonkiterjesztésnek nevezték, a Barton–Nackman-trükk nevet a C++ szabványbizottság adta.

## Leírása
A mintát egy, az osztályban definiált barátfüggvény-definíció jellemzi, ami a Curiously Recurring Template Pattern bázisosztály sablonkomponensében jelenik meg.
```
// A class template to express an equality comparison interface.

template
<
typename
 
T
>
 
class
 
equal_comparable
 
{

    
friend
 
bool
 
operator
==
(
T
 
const
 
&
a
,
 
T
 
const
 
&
b
)
 
{
 
return
  
a
.
equal_to
(
b
);
 
}

    
friend
 
bool
 
operator
!=
(
T
 
const
 
&
a
,
 
T
 
const
 
&
b
)
 
{
 
return
 
!
a
.
equal_to
(
b
);
 
}

};

 
// Class value_type wants to have == and !=, so it derives from

 
// equal_comparable with itself as argument (which is the CRTP).

class
 
value_type
 
:
 
private
 
equal_comparable
<
value_type
>
 
{

  
public
:

    
bool
 
equal_to
(
value_type
 
const
&
 
rhs
)
 
const
;
 
// to be defined

};

```

Ha egy osztálysablont mint az equal_comparable példányosítanak, az osztályban levő barátfüggvények nem sablon- és nem tagfüggvényeket hoznak létre, például operátorokat.

## Használati eset
Bevezetésekor (1994) a C++ még nem definiált részben rendezést a túlterhelt függvénysablonokra, emiatt gyakran kérdéses volt a megfelelő függvény kiválasztása. Például az == generikus definíciója
```
template
<
typename
 
T
>

bool
 
operator
==
(
T
 
const
 
&
a
,
 
T
 
const
 
&
b
)
 
{

    
/* ... */

}

```

ütközött bármely másik definícióval, például
```
template
<
typename
 
T
>

bool
 
operator
==
(
Array
<
T
>
 
const
 
&
a
,
 
Array
<
T
>
 
const
 
&
b
)
 
{

    
/* ... */

}

```

A Barton–Nackman-trükk eléri, hogy a felhasználó által definiált generikus egyenlőségoperátor ne ütközzön. Az eredeti névben szereplő korlátozott szó arra utal, hogy az osztálybeli definíció csak az adott sablonosztály specializációra vonatkoztatható.
Az elnevezést gyakran hibásan használják a Curiously Recurring Template Patternre. Ez azonban egy másik kifejezés, amit a CRTP-hez lehet használni.

## Működése
Ha a fordító ezt a kifejezést látja:
```
v1 == v2
```

ahol v1 és v2 érték típusú, argumentumfüggő keresést végez az == operátorra. Ez figyelembe veszi a megfelelő típus és őseinek barát függvényeit is. Ha ez egy még nem teljesen példányosult sablon, akkor ez kikényszeríti a teljes példányosítást.
A trükk eredetileg nem erre az argumentumfüggő keresésre vonatkozott, hanem a barát név injekció C++ feathurre, ahol az osztályban definiált barát függvény neve a teljes névtérben, akár a globális névtérben láthatóvá tette a függvény nevét. Ennek a megelőzésére ez a módszer bizonyult az egyetlen hatékony megoldásnak. Sőt, az argumentumfüggő keresést éppen a barát név injekció helyett javasolták, ami fenntartotta a minta érvényességét. A változás eredményeképpen a
```
::operator==(v1,v2)
```

kifejezés már nem érvényes, ugyanis a minősített nevekre már nem vonatkozik az argumentumfüggő keresés. Ebből következően a friend minősítés lényegessé válik, még akkor is, ha a függvénynek nincs szüksége arra, hogy az osztály nem publikus elemeihez hozzáférjen.

## Alternatív módszerek
A C++14 fogalmak (concept) alternatívát jelentenek a Barton–Nackman-trükk alkalmazásával szemben. A fogalmak generikus függvény specifikációk.

## Fordítás
Ez a szócikk részben vagy egészben  a   Barton–Nackman trick című angol Wikipédia-szócikk fordításán alapul.  Az eredeti cikk szerkesztőit annak laptörténete sorolja fel. Ez a jelzés csupán a megfogalmazás eredetét és a szerzői jogokat jelzi, nem szolgál a cikkben szereplő információk forrásmegjelöléseként.